# Olonkinbyen
Olonkinbyen est la capitale administrative de l'Île Jan Mayen. Une station de radio et une station météorologique norvégiennes y sont installées. 
Elle est située à la limite entre l'océan Atlantique et l'océan Arctique. Son administration est confiée au comté de Nordland. La capitale constitue le seul lieu habité de l'île.

## Histoire
La station tire son nom de l'explorateur polaire et opérateur radio russo-norvégien Guennadi Nikititch Olonkine (en russe : Геннадий Никитич Олонкин) (1897-1960), qui dirigea la station au cours des années 1928-1929, 1930-1931, 1933-1934 et 1935-1936.

## Transport
- Aéroport d'Olonkinbyen